# Dolichopeza scotoptera
Dolichopeza scotoptera är en tvåvingeart som beskrevs av Alexander 1963. Dolichopeza scotoptera ingår i släktet Dolichopeza och familjen storharkrankar. Inga underarter finns listade i Catalogue of Life.